# Carole & Tuesday
Carole & Tuesday (nom original de la sèrie Kyaroru & Chūzudei, escrit amb caràcters japonesos: キャロル&チューズデイ) és una sèrie d'anime de 24 episodis dirigida per Shinichirō Watanabe. produïda per l'estudi Bones, en commemoració del 20è aniversari de l'estudi i del desè aniversari del segell discogràfic FlyingDog. Es va estrenar el 10 d'abril de 2019 al bloc de programació +Ultra de Fuji Televisio. Una adaptació del manga de Morito Yamataka va començar la serialització a Young Ace el maig de 2019. Una versió doblada en diferents idiomes està disponible a tot el món a la plataforma digital Netflix.

## Argument
La sèrie transcorre en un univers futurista on la humanitat ha colonitzat Mart, els ciutadans són consumidors passius i gairebé tota la indústria de l'entreteniment ha estat creada per intel·ligència artificial.
En aquest context la jove Tuesday Simmons, una noia de família adinerada, s'escapa de casa per complir el seu somni de dedicar-se a la música. Després d'arribar a Ciutat Alba es creua pel carrer amb Carole Stanley, una altra aspirant a músic que prové d'un camp de refugiats, actua com a artista de carrer i sobreviu amb treballs parcials. Encara que a primera vista no tenen res en comú, a ambdues els uneix la passió per compondre les seves pròpies cançons i es fan amigues des del primer dia. Tot això els porta a crear el duo musical Carole & Tuesday, amb el qual aspiren a triomfar superant qualsevol adversitat.

## Personatges[5]

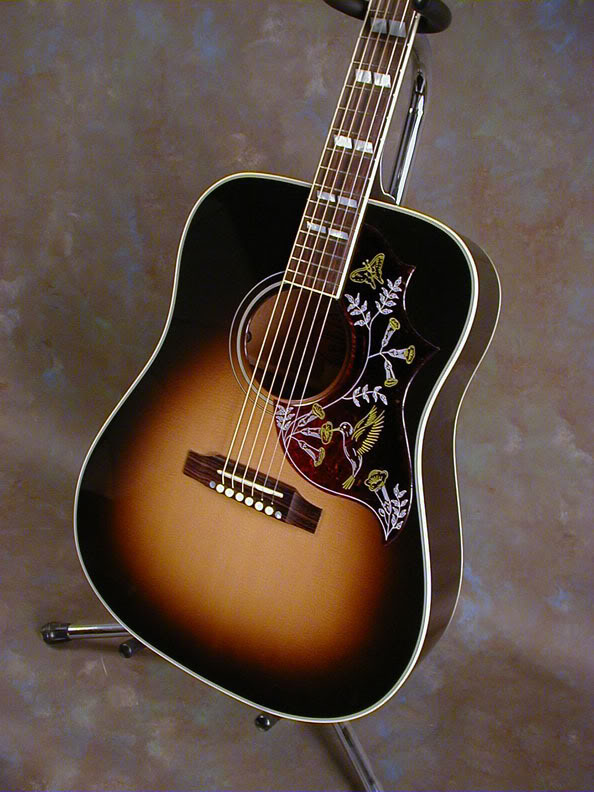
Detall d'una Gibson Hummingbird, la guitarra acústica de Tuesday.

La següent llista només recull els personatges protagonistes:
- Carole Stanley – Una jove òrfena, procedent de la Terra, que va haver de criar-se en un camp de refugiats a Mart. Posseeix una personalitat ferma i decidida. Vol dedicar-se a la música de forma professional, però per pagar el lloguer ha de fer treballs parcials dels que és acomiadada contínuament. Toca un piano electrònic.
- Tuesday Simmons – És una noia d'una família adinerada que s'escapa de casa per complir el seu somni de ser artista. Amb un caràcter innocent i tímid, té dificultats per adaptar al seu nou estil de vida a la gran ciutat. A l'arribar allí coneix a Carole, qui acaba acollint a casa seva i es converteix en la seva millor amiga. Toca una guitarra acústica Gibson Hummingbird.
- Angela Carpenter – La rival del duo protagonista és una dona que vol deixar la seva carrera de model per a convertir-se en una cantant de fama internacional, associant-se amb el productor Tao. La seva mare i agent, Dahlia, va aspirar a el mateix objectiu sense èxit, de manera que desitja que ella triomfi sigui com sigui.
- Tao – Un productor musical que es val de la intel·ligència artificial per crear cançons d'èxit comercial. És una persona freda, calculadora, professional i insensible, que prefereix la companyia d'altres intel·ligències artificials abans que de les persones.
- Gus Goldman – El representant de Carole & Tuesday és un antic bateria que temps enrere s'havia caracteritzat per descobrir grans artistes, però que amb el pas el temps es va retirar del món per falta d'interès i problemes personals. El descobriment de Carole & Tuesday el portarà a reprendre la seva vida anterior, adaptant-se a un nou mercat en el qual no acaba d'encaixar.
- Roddy – Un jove ajudant de Gus i la primera persona que descobreix el talent de Carole & Tuesday. És tècnic de so.